# فرآیند وگنر–برگرون–فایندایزن
فرایند Wegener-Bergeron-Findeisen (پس از آلفرد وگنر، تور برگرون و والتر فایندایزن)، (یا "فرایند باران سرد") فرآیندی برای رشد کریستال یخ است که در ابرهای مخلوط (حاوی مخلوطی از آب و یخ فوق سرد شده) رخ می‌دهد. در مناطقی که فشار بخار محیط بین فشار بخار اشباع روی آب و فشار بخار اشباع پایین روی یخ قرار می‌گیرد. این یک محیط غیر اشباع برای آب است اما یک محیط فوق اشباع برای یخ است که منجر به تبخیر سریع آب و رشد سریع کریستال یخ از طریق رسوب بخار می‌شود. اگر چگالی یخ در مقایسه با آب کم باشد، کریستال‌های یخ می‌توانند آنقدر بزرگ شوند که از ابر بیوفتند و اگر دمای سطح پایین به اندازه کافی گرم باشد، تبدیل به قطرات آب می‌شود.
فرآیند برگرون، درصورت وقوع، در تولید ذرات بزرگ بسیار کارآمدتر از رشد قطرات بزرگتر به قیمت ذرات کوچکتر است، زیرا تفاوت فشار بین آب و یخ بزرگتر از افزایش فشار است. بیش از قطرات کوچک (برای قطرات به اندازه کافی بزرگ که به‌طور قابل توجهی به جرم کل کمک کند). برای سایر فرآیندهای مؤثر بر اندازه ذرات، باران و فیزیک ابر را ببینید.

## تاریخ
رشد اصلی یخ از طریق رسوب بخار بر روی بلورهای یخ به قیمت آب برای اولین بار توسط دانشمند آلمانی آلفرد وگنر در سال ۱۹۱۱ هنگام مطالعه تشکیل یخبندان ارائه شد. وگنر این نظریه را مطرح کرد که اگر این فرآیند در ابرها اتفاق بیفتد و کریستال‌ها به اندازه‌ای بزرگ شوند که از بین بروند، می‌تواند یک مکانیسم بارش قابل دوام باشد. در حالی که کار او با رشد کریستال یخ توجه زیادی را به خود جلب کرد، برای این که کاربرد آن در بارش شناخته شود ۱۰ سال دیگر طول می‌کشد.
در زمستان ۱۹۲۲، چیزی توجه تور برگرون را هنگام قدم زدن در جنگل جلب کرد. او متوجه شد که در روزهایی که دما زیر صفر است، عرشه استراتوس که معمولاً دامنه تپه را پوشانده، به جای امتداد روی زمین مانند روزهایی که درجه حرارت بالای صفر است، دربالای سایبان متوقف می‌شود. برگرون که با کار قبلی وگنر آشنا بود، این نظریه را مطرح کرد که کریستال‌های یخ روی شاخه‌های درخت بخار را از ابر لایه لایه فوق سرد خارج کرده و از رسیدن آن به زمین جلوگیری می‌کنند.
برگرون برای شرکت در نشست اتحادیه بین‌المللی ژئودزی و ژئوفیزیک در لیسبون، پرتغال در سال ۱۹۹۳ انتخاب شد و در آنجا نظریه کریستال یخ خود را ارائه داد. او در مقاله خود بیان کرد که اگر مقدار کریستال یخ در مقایسه با قطرات آب به‌طور قابل توجهی کم باشد، بلورهای یخ می‌توانند آنقدر بزرگ شوند که از بین بروند (فرضیه اصلی وگنر). برگرون این نظریه را مطرح کرد که دلیل تمام باران‌ها، حتی در آب و هوای گرمسیری می‌تواند این فرایند باشد. بیانیه ای که باعث اختلاف کمی بین دانشمندان مناطق گرمسیری و عرض جغرافیایی متوسط شد. در اواخر دهه ۱۹۳۰، والتر فاندایزن هواشناس آلمانی کار برگرون را از طریق کار تئوری و تجربی گسترش داد و اصلاح کرد.

## شرایط مورد نیاز
این شرط که تعداد قطرات آب باید بسیار بیشتر از تعداد کریستال‌های یخ باشد، به کسری از هسته‌های تراکم ابر بستگی دارد که بعداً (بالاتر در ابر) به عنوان هسته یخ عمل می‌کنند. متناوباً، یک جریان رو به بالا آدیاباتیک باید به اندازه کافی سریع باشد به طوری که فوق اشباع بالا باعث هسته شدن خودبخودی قطرات بسیار بیشتری نسبت به هسته‌های متراکم ابری شود. همچنین، این اتفاق باید در فاصله کمی نسبت به نقطه انجماد رخ دهد، زیرا این امر باعث ایجاد هسته مستقیم یخ می‌شود. رشد قطرات از رسیدن سریع دما به نقطه هسته شدن سریع بلورهای یخ جلوگیری می‌کند.
فوق اشباع بزرگتر نسبت به یخ، پس از به وجود آمدن، باعث رشد سریع آن می‌شود و در نتیجه آب را از فاز بخار خارج می‌کند. اگر فشار بخار {\displaystyle p} نسبت به آب مایع کمتر از فشار اشباع {\displaystyle p_{w}} شود، رشد قطرات متوقف می‌شود. این ممکن است رخ ندهد اگر {\displaystyle p_{w}} بسته به شیب منحنی اشباع، میزان لغزش، و سرعت جریان صعودی باشد، یا اگر افت {\displaystyle p} کند باشد، بسته به تعداد و اندازه بلورهای یخ باشد. اگر جریان به سمت بالا خیلی سریع باشد، تمام قطرات در نهایت به جای تبخیر شدن منجمد می‌شوند.
محدودیت مشابهی در یک حالت نزولی وجود دارد. آب تبخیر می‌شود و باعث افزایش فشار بخار می‌شود و {\displaystyle p} افزایش می‌یابد، اما اگر فشار اشباع نسبت به یخ {\displaystyle p_{i}} در جریان رو به پایین خیلی سریع بالا برود، تمام یخ‌ها قبل از تشکیل کریستال‌های یخ بزرگ ذوب می‌شوند.
کورولف و مازین رابطه ای را برای سرعت جریان بالا و پایین به دست آوردند:
{\displaystyle u_{up}={\frac {p_{w}-p_{i}}{p_{i}}}\eta N_{i}{\bar {r_{i}}}\,}
{\displaystyle u_{dn}={\frac {p_{i}-p_{w}}{p_{w}}}\chi N_{w}{\bar {r_{w}}}\,}
که در آن η و χ ضریب‌های وابسته به دما و فشار هستند، {\displaystyle N_{i}} و {\displaystyle N_{w}} مقدار چگالی ذرات یخ و مایع (به ترتیب) و {\displaystyle {\bar {r_{i}}}} و {\displaystyle {\bar {r_{w}}}} شعاع متوسط ذرات یخ و مایع (به ترتیب) هستند.
برای مقادیر {\displaystyle N_{i}{\bar {r_{i}}}} عادی ابرها، {\displaystyle u_{up}} از چند سانتی‌متر بر ثانیه تا چند متر بر ثانیه متغیر است. این سرعت‌ها را می‌توان به راحتی توسط همرفت، موج‌ها یا تلاطم تولید کرد، که نشان می‌دهد رشد همزمان آب و یخ عادی است. در مقایسه، برای مقادیر عادی از {\displaystyle N_{w}{\bar {r_{w}}}} ، سرعت‌های نزولی بیش از چند {\displaystyle ms^{-1}} برای جمع شدن همزمان مایع و یخ لازم است. این سرعت‌ها در جریان‌های رو به پایین همرفتی رایج هستند، اما برای ابرهای چینه عادی نیستند.

## تشکیل کریستال‌های یخ
رایج‌ترین راه برای تشکیل یک کریستال یخ با هسته یخ در ابر شروع می‌شود. بلورهای یخ می‌توانند از رسوب ناهمگن، تماس، غوطه ور شدن یا انجماد پس از تراکم تشکیل شوند. در رسوب دهی ناهمگن، هسته یخ به سادگی با آب پوشانده می‌شود. برای تماس، هسته‌های یخ با قطره‌های آب که در اثر برخورد منجمد می‌شوند، برخورد می‌کنند. در انجماد غوطه ور، تمام هسته یخ در آب مایع پوشانده می‌شود.
بسته به نوع هسته یخ موجود، آب در دماهای مختلف یخ می‌زند. هسته‌های یخ باعث انجماد خود به خود آب در دماهای بالاتر می‌شوند. برای اینکه آب خالص به‌طور خود به خود یخ بزند، که به آن هسته همگن می‌گویند، دمای ابر باید −۳۵ درجه سلسیوس (−۳۱ درجه فارنهایت) باشد. در اینجا چند نمونه از هسته‌های یخ آورده شده‌است:

| هسته‌های یخ | دما برای یخ زدن                       |
| ---------- | ------------------------------------- |
| باکتری‌ها   | −۲٫۶ درجه سلسیوس (۲۷٫۳ درجه فارنهایت) |
| کائولینیت  | −۳۰ درجه سلسیوس (−۲۲ درجه فارنهایت)   |
| یدید نقره  | −۱۰ درجه سلسیوس (۱۴ درجه فارنهایت)    |
| واتریت     | −۹ درجه سلسیوس (۱۶ درجه فارنهایت)     |

## ضرب یخ

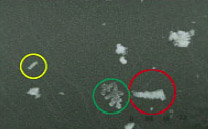
کریستال‌های یخ مختلف با هم در یک ابر حضور دارند

درحالی که کریستال‌های یخ رشد می‌کنند، می‌توانند به یکدیگر برخورد کنند و خرد شوند و شکسته شوند و در نتیجه کریستال‌های یخ زیادی به وجود بیایند. اشکال زیادی از کریستال‌های یخ برای برخورد با یکدیگر وجود دارد. این شکل‌ها شامل شش ضلعی، مکعب، ستون و دندریت است. فیزیکدان‌ها و شیمیدان‌ها اتمسفر از این فرآیند به عنوان «افزایش یخ» یاد می‌کنند.

## تجمع
تجمع به فرایند جسبیدن کریستال‌های یخ گفته می‌شود. این زمانی اتفاق می‌افتد که کریستال‌های یخ در دمای −۵ درجه سلسیوس (۲۳ درجه فارنهایت) و بالاتر، به دلیل پوششی از آب که کریستال را احاطه کرده‌است. اندازه‌ها و شکل‌های مختلف کریستال‌های یخ با سرعت‌های انتهایی متفاوتی می‌افتند و معمولاً با هم برخورد می‌کنند و به یکدیگر می‌چسبند.

## برافزایش
هنگامی که یک کریستال یخ با قطرات آب فوق سرد برخورد می‌کند به آن تجمع (یا حاشیه) می‌گویند. قطرات در اثر برخورد منجمد می‌شوند و می‌توانند باهم گروپل تشکیل دهند. اگر گراوپل تشکیل شده توسط باد مجدداً به ابر وارد شود، ممکن است به بزرگتر و متراکم شدن آن ادامه دهد و در نهایت تگرگ تشکیل دهند.

## ته‌نشینی
در نهایت این کریستال یخ به اندازه ای بزرگ می‌شود که باعث سقوط آن می‌شود. حتی ممکن است با دیگر کریستال‌های یخ برخورد کند و از طریق ادغام برخورد، تجمع یا برافزایش همچنان بزرگتر شود.
فرآیند برگرون اغلب باعث بارش می‌شود. همان‌طور که کریستال‌ها رشد می‌کنند و سقوط می‌کنند، از پایه ابر عبور می‌کنند که ممکن است بالای نقطه انجماد باشد. این باعث می‌شود که کریستال‌ها ذوب شوند و به صورت باران ببارند. همچنین ممکن است لایه‌ای از هوا با دمای کمتر از نقطه انجماد یخ زیر پایه ابر وجود داشته باشد که باعث می‌شود بارندگی دوباره به شکل گلوله‌های یخ منجمد شود. به‌طور مشابه، لایه هوا با دمای کمتر از نقطه انجماد ممکن است در سطح زمین باشد، که باعث می‌شود بارش به صورت باران یخ‌زده ببارد. این فرآیند همچنین ممکن است منجر به عدم بارش شود، در صورت تشکیل ویرجا، قبل از رسیدن به زمین باعث تبخیر می‌شود.

## همچنین ببینید
- فهرست موضوعات هواشناسی
- بارش (هواشناسی)
- ادغام (هواشناسی)
- هسته یخ
- یخ
- هسته زایی
- رسوب بخار فیزیکی
- فشار بخار اشباع